# Miguel Camargo
Miguel Elías Camargo Cañizales (Panama, 5 settembre 1993) è un calciatore panamense, centrocampista dell'Independiente Medellín e della Nazionale panamense.

## Carriera

### Nazionale
Viene convocato per la Copa América Centenario del 2016, in sostituzione di Eric Davis.